# Heiltz-le-Maurupt
Heiltz-le-Maurupt är en kommun i departementet Marne i regionen Grand Est (tidigare regionen Champagne-Ardenne) i nordöstra Frankrike. Kommunen ligger i kantonen Heiltz-le-Maurupt som tillhör arrondissementet Vitry-le-François. År 2022 hade Heiltz-le-Maurupt 435 invånare.

## Befolkningsutveckling
Antalet invånare i kommunen Heiltz-le-Maurupt
| Referens: INSEE |